# Elatostema siyuanwukouense
Elatostema siyuanwukouense es una especie de planta del género Elatostema, perteneciente a la familia Urticaceae.

## Taxonomía
Elatostema siyuanwukouense fue descrita por Shao Shun Ying en 2022.

## Distribución
Se encuentra en el territorio de Taiwán.